# Distrito de Amudat
El distrito de Amudat es uno de los ciento once distritos que dan origen a la actual organización territorial de la República de Uganda. Su ciudad capital es la ciudad de Amudat.

## Localización
Posee fronteras con el distrito de Moroto por el norte, al sur comparte límites con los distritos de Kween y Bukwa, al oeste limita con el distrito de Nakapiripirit y limita al este con la República de Kenia.

## Población
El distrito de Amudat cuenta con una población total de 96 601 habitantes según las cifras suministradas por el censo poblacional llevado a cabo durante el año 2014 en Uganda.